# Timmerguldstekel
Timmerguldstekel (Chrysis pseudobrevitarsis) är en stekelart som beskrevs av Linsenmaier 1951. Arten ingår i släktet eldguldsteklar (Chrysis) och familjen guldsteklar (Chrysididae). Enligt den finländska rödlistan är arten nära hotad i Finland. Arten är reproducerande i Sverige.